# Norcroft C
Norcroft C Сompiler (также упоминается как Norcroft compiler suite) — компилятор и набор сопутствующих инструментов для программирования на C/C++, разработанный компанией Codemist. Доступен для широкого круга процессорных архитектур.
Компания Codemist была основана и работала благодаря группе преподавателей из Кембриджского университета и Университета Бата. Название Norcroft происходит от фамилий авторов, Артура Нормана и Алана Майкрофта.

## Поддерживаемые архитектуры

### Acorn C/C++
Компилятор для операционной системы RISC OS был разработан совместно с Acorn Computers и выпущен под названием Acorn C/C++.

### INMOS Transputer C Compiler
Компилятор для транспьютеров компании INMOS был разработан совместно с Perihelion Software.

### Cambridge Consultants XAP
Компилятор для процессора XAP от Cambridge Consultants также является вариантом компилятора Norcroft.